# 井上章 (政治家)
井上 章（いのうえ あきら、1949年または1950年 – 、）は、日本の政治家。民主党所属。大阪府議会議員（2期）、池田市議会議長、池田市議会議員（6期）を歴任。旭日小綬章受章者。

## 来歴
関西大学経済学部卒業後、阪急バス入社。池田市議会議員6期連続当選、池田市議会議長ほか歴任。2003年4月 大阪府議会議員選挙池田市選挙区 (定数1) で同じく池田市議会議長を務めた藤川登との接戦を制し初当選。2007年4月 大阪府議会議員選挙池田市選挙区 (定数1) で藤川らを制して再選。 2011年4月 大阪府議会議員選挙 池田市選挙区 (定数1) ではわずか172票差で落選。

## 栄典
- 2020年11月 令和2年秋の叙勲で旭日小綬章を受章[1]